# Affichage mobile

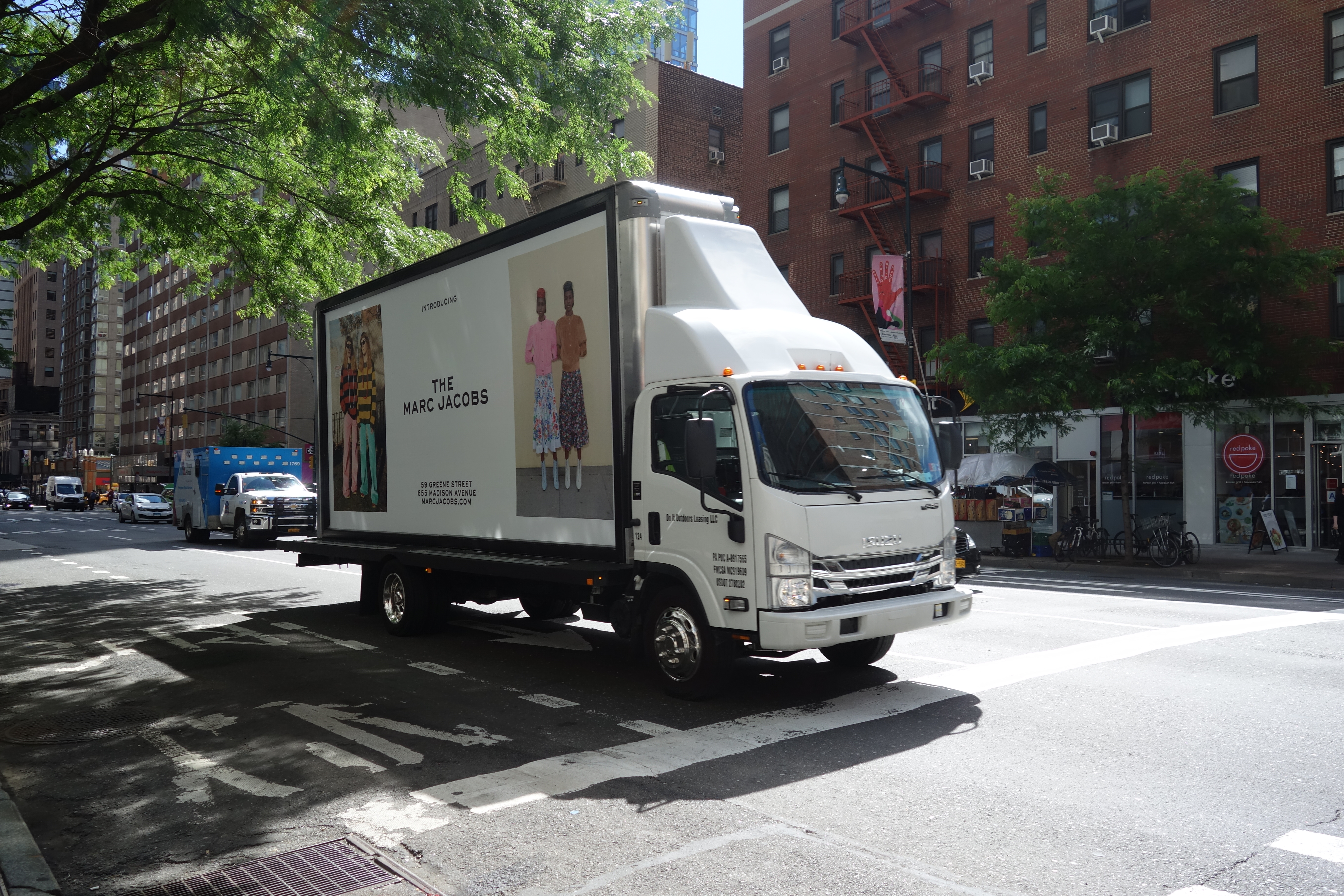
L'affichage mobile à New York

L’affichage mobile est une technique d'affichage publicitaire sur un véhicule.
Ces véhicules circulent sur un itinéraire défini pour aller à la rencontre d'une cible privilégiée. Pratiquement tout type de véhicule peut être utilisé (des trains, des camions, des bus, des taxis, des vtc, des voitures de particuliers, des scooters, des trottinettes, des vélos, des tricycles et autres triporteurs).
En France la tendance va nettement vers une démarche écoresponsable de l'affichage mobile.
L'affichage mobile peut être considéré comme un média tactique, ou plutôt un affichage géo-localisé dans la mesure où il cible géographiquement une population (CSP) donnée.

## Réglementation en France
CODE DE LA ROUTE
(Partie Réglementaire - Décrets en Conseil d'État) 
Chapitre VIII : Publicité, enseignes et préenseignes
Article R418-1
Toute publicité lumineuse ou par appareil réfléchissant est interdite sur les véhicules.
(…)
Article R418-4
Sont interdites la publicité et les enseignes, enseignes publicitaires et préenseignes qui sont de nature, soit à réduire la visibilité ou l'efficacité des signaux réglementaires, soit à éblouir les usagers des voies publiques, soit à solliciter leur attention dans des conditions dangereuses pour la sécurité routière. 

## International
Selon les réglementations d'autres affichages mobiles sont possibles, ainsi en Chine des bateaux ou des camionnettes dont un des côtés est couvert par un écran vidéo, diffusent des films publicitaires prévus pour la télévision.
Aux États-Unis, un système d'écrans vidéo sur le côté des bus, avec le film qui change suivant la géolocalisation du parcours, se met en place à New York.